# Prasinochrysa detracta
Prasinochrysa detracta är en fjärilsart som beskrevs av Walker 1864. Prasinochrysa detracta ingår i släktet Prasinochrysa och familjen mätare. Inga underarter finns listade i Catalogue of Life.